# Jean-Baptiste Mougeot (botaniste)
Pour les articles homonymes, voir Jean-Baptiste Mougeot et Mougeot.
Jean-Baptiste Mougeot est un médecin, géologue, botaniste, bryologue, lichénologue et algologue français né le 25 septembre 1776 à Bruyères dans les Vosges et mort le 5 décembre 1858 dans cette même ville.

## Biographie
Jean-Baptiste Mougeot est né le 25 septembre 1776 à Bruyères, fils de Jean-Baptiste Mougeot, bourgeois de Bruyères, et de Barbe Françoise Mangeolle. En 1790, son père l'envoie compléter son instruction au collège des Cordeliers de Vieux-Brisach, puis aux universités de Fribourg-en-Brisgau et de Bâle. Avec le début des guerres de la Révolution, son nom est porté sur la liste des émigrés et ce n'est qu'en 1795 qu'il peut revenir en France. Il songe ensuite à entrer dans le corps des ingénieurs géographes mais son père l'oriente vers l'école de santé de Strasbourg où il reçoit l'enseignement du naturaliste Jean Hermann et se lie d'amitié avec Chrétien Géofroy Nestler (en). Il en sort en février 1799 et est appelé aux armées en tant que chirurgien aux hôpitaux ambulants. Rendu à la vie civile après la paix de Lunéville en 1801, il se rend à Paris pour y terminer ses études et soutient le 16 avril 1803 sa thèse de doctorat de médecine devant la faculté de Paris, intitulée Essai zoologique et médical sur les Hydatides.
Ses études terminées, Jean-Baptiste Mougeot revient dans sa ville natale où il est nommé chirurgien, puis médecin de l'hôpital civil de Bruyères. Très apprécié de ses patients qu'il visite quotidiennement, il se souligne par son désintéressement et son humanité, se faisant un devoir de soigner aussi bien les pauvres que les riches. Il demeure à Bruyères toute sa vie durant, refusant deux propositions de chaire d'histoire naturelle, l'une à la faculté de médecine de Strasbourg et l'autre à l'école forestière de Nancy.
Bien que ses activités de médecin occupent la majeure partie de son temps, Jean-Baptiste Mougeot se consacre également à l'étude de la géologie du département des Vosges mais c'est surtout dans le domaine de la botanique que ses travaux sont les plus importants. Depuis sa première herborisation au Hohneck en 1795 et pendant plus de soixante ans, il ne cesse de parcourir les Hautes-Vosges afin d'y recueillir des spécimens pour ses collections et publie en 1836 Considérations sur la végétation spontanée du département des Vosges dans lequel il dresse la liste des espèces présentes dans le département. Il étudie principalement la flore cryptogamique et publie en collaboration avec Chrétien Géofroy Nestler (en) et Guillaume Philippe Schimper un herbier composé de plantes cryptogames de la région des Vosges et du Rhin intitulé Stirpes cryptogamæ vogeso-rhenanæ. Constitué entre 1810 et 1860, cet herbier se compose de 16 fascicules regroupant chacun 100 plantes, et rassemble au total un peu plus de 1 500 spécimens collectés dans les Vosges, le Jura, en Forêt-Noire, dans la plaine d'Alsace et en Lorraine,. Mougeot débute seul cet herbier en 1807 qu'il nomme Stirpes cryptogamæ vogesorum et envoie les deux premiers fascicules manuscrits à Jean-Louis-Auguste Loiseleur-Deslongchamps,. Il est rejoint en 1810 par son ami Nestler et tous deux commencent la publication d'une version imprimée. Après la mort de Nestler en 1832, Mougeot s'associe au bryologue Schimper avec qui il signe quatre autres fascicules et à la mort de Mougeot en 1858, c'est son fils, Antoine Mougeot (de), qui poursuit la publication du quinzième fascicule. Le seizième fascicule n'a quant à lui probablement jamais été diffusé.
Membre de la Société d'émulation du département des Vosges à partir de 1825, il contribue à la création et au développement d'une galerie d'histoire naturelle au musée départemental des Vosges à Épinal qu'il enrichit de ses propres collections zoologiques, botaniques, minéralogiques et géologiques,. Conseiller municipal de Bruyères de 1808 à 1822, puis de 1831 à 1840, Jean-Baptiste Mougeot fait également partie du conseil général du département des Vosges de 1833 jusqu'à sa mort, représentant le canton de Bruyères. Comme conseiller général, il œuvra principalement au développement de l'enseignement primaire, des voies de communication et des services de santé. En 1835, il est nommé chevalier de la Légion d'honneur sur proposition de François Guizot, ministre de l'Instruction publique,.
Il meurt le 5 décembre 1858 à Bruyères, « après une courte maladie ».

## Taxons nommés en son honneur

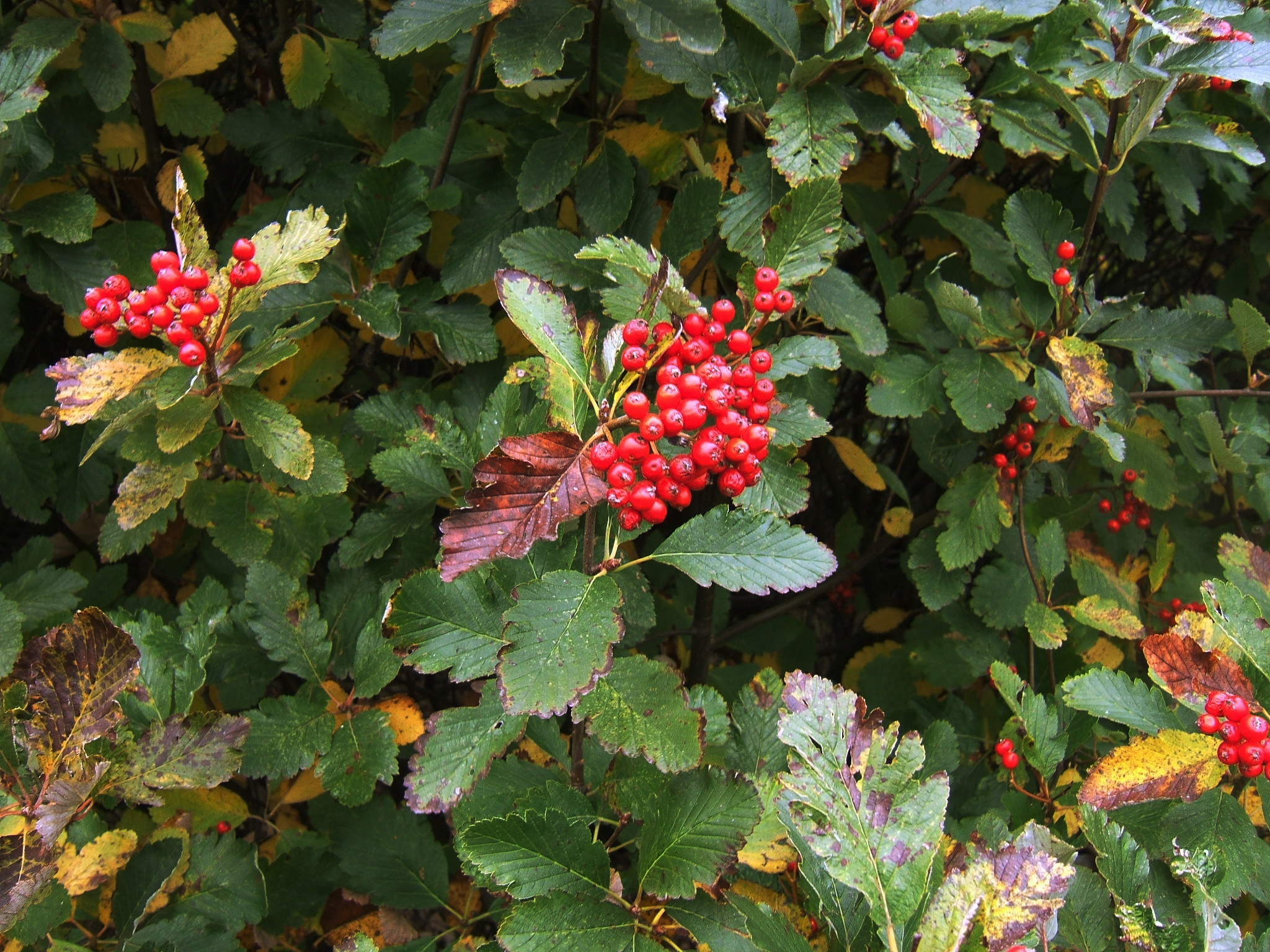
Sorbier de Mougeot (Sorbus mougeotii).

### Genres
- Mougeotia Kunth (Zygnemataceae)

### Espèces
- Trichomanes mougeotii Bosch, 1859 (Hymenophyllaceae)
- Rubus mougeotii Bill. ex F.W.Schultz (Rosaceae)
- Sorbus mougeotii Godr. & Soyer-Willem., 1858 (Rosaceae)